# دارکوب استریکلند
دارکوب استریکلند (نام علمی: Picoides stricklandi) نام یک گونه از تیره دارکوب است.